# Bernardelli mod. USA
Le Bernardelli mod. USA est un pistolet semi-automatique fabriqué par Bernardelli.